# Assistenza domiciliare integrata
L'assistenza domiciliare integrata  è un sistema di interventi e servizi sanitari offerti a domicilio, intendendo per domicilio l'abitazione del paziente, si caratterizza per l'integrazione delle prestazioni offerte, legate alla natura e ai bisogni a cui si rivolge.

## Descrizione
Si basa anche sulla concordia degli interventi progettati e gestiti da figure professionali multidisciplinari. La continuità assistenziale offerta dal concorso progettuale degli organi professionali coinvolti (sanitari, operatori del sociale, fisioterapisti, farmacisti, psicologi, ecc.) garantisce la condivisione degli obiettivi e delle responsabilità, e stabilisce i mezzi e le risorse necessarie per il raggiungimento dei risultati di salute. L'assistenza domiciliare, componente del welfare regionale e locale, è comprensiva di diverse tipologie di assistenza che si articolano in vari livelli, diversificati in base alla loro maggiore o minore intensità assistenziale, al numero e alla competenza professionale specifica degli operatori coinvolti, al profilo della persona a cui si rivolgono, alla modalità di lavoro degli operatori, e infine al livello operativo territoriale e integrato coinvolto. L'erogazione di prestazioni in regime domiciliare si concretizza in base a valutazioni di carattere economico e altre specifiche dell'utente.
L'ospedalizzazione, oltre ad essere gravosa in termini economici, comporta una situazione traumatica per l'anziano, che si trova spesso disorientato e non confortato dalla famiglia. Il sistema degli interventi e dei servizi domiciliari risulta perciò un'alternativa valida in quanto può soddisfare le esigenze, in maggior parte di carattere sanitario, degli anziani, dei disabili e dei pazienti affetti da malattie cronico degenerative in fase stabilizzata o aventi vari gradi di non auto sufficienza (temporanea/permanente, parziale/totale) 

## Competenze infermieristiche
L'assistenza infermieristica che viene offerta a domicilio si rivolge sia al paziente, sia a chi quotidianamente lo assiste (caregiver). Il suo fine è di migliorare le condizioni di vita del paziente assicurando nel contempo una continua interazione con l'ambiente familiare. Questo tipo di assistenza si basa sull'approccio cognitivo completo delle necessità, non solo sanitarie, dell'utente associate a valutazioni dell'ambiente domiciliare, tenendo conto i limiti e opportunità che può offrire l'entourage casalingo.
L'infermiere domiciliare agisce non diversamente dai colleghi presenti nei presidi sanitari e ha la responsabilità generale dell'Assistenza Infermieristica (pianificazione, gestione, e valutazione dell'intervento assistenziale infermieristico). Per le attività comprese nella sfera di azione specifica ha piena autonomia tecnico funzionale. Le aree di intervento sono: prevenzione, cura, riabilitazione ed educazione. Gli aspetti peculiari e la natura degli interventi infermieristici sono: tecnici, relazioni ed educativi. L'infermiere a domicilio inoltre assicura la corretta applicazione delle prescrizioni diagnostiche e terapeutiche.

### Principali interventi infermieristici a domicilio
Valutazione tecnico professionale dei bisogni di assistenza infermieristica della persona in funzione della gestione dell'utente a domicilio.
Pianificazione dell'assistenza infermieristica con definizione quantitativa, qualitativa e frequenza degli interventi infermieristici.
Esecuzione e valutazione degl'interventi infermieristici domiciliari sia diretti (assistenza, educazione, relazione), che indiretti (gestione organizzativa).
I principali problemi di competenza infermieristica in ambito domiciliare sono:
- interventi terapeutici complessi: terapia infusiva, terapia antalgica, nutrizione, artificiale, terapia iniettiva;
- situazioni assistenziali connessi alla gestione di stomie: urostomie, sondino naso gastrico, P.E.G., tracheostomie, stomie del tratto digerente;
- situazioni di rischio di infezioni: presenza di presidi intravascolari (cateteri venosi centrali e periferici), cateteri vescicali a permanenza, lesioni cutanee (ferite chirurgiche, lesioni vascolari e neuropatiche, ustioni, lesioni da decubito);
- situazioni di incontinenza (urinaria e/o fecale) e irregolarità dell'alvo;
- situazioni di medio e alto rischio per l'insorgenza delle lesioni da pressione;
- situazioni di rischio di sindrome da immobilizzazione;
- situazioni di carenza di informazione dell'utente e della sua famiglia;
- interventi educativi: educazione per la gestione burocratica delle pratiche assistenziali affidate alla famiglia; educazione all'uso di presidi, ausili, e altri dispositivi in dotazione alla famiglia; educazione alla corretta applicazione delle indicazioni terapeutiche e/o farmacologiche affidate alla famiglia.

## Il contesto nelle strutture sanitarie
Mentre in ambito ospedaliero vi è una stratificazione netta delle mansioni del personale, ciò non avviene in ambito domiciliare dove, data la complessità del lavoro, i confini di chi opera appaiono sfumati.  Un ambiente, quello domiciliare, in cui conta non solo la professionalità di chi opera, ma anche il rapporto che si instaura tra operatore sanitario e paziente/nucleo familiare. Si devono non solo individuare i bisogni sanitari, ma anche cogliere quei segnali, spesso celati, di malessere sociale, di conflittualità legate alla difficoltà di relazione, nonché sforzarsi di interpretare le situazioni di ansietà.
La difficoltà di chi lavora in quest'area è anche di trovare una risoluzione immediata ed appropriatamente efficace a situazioni che sovente lo coinvolgono e che compaiono senza un grado di prevedibilità; problemi, che data la loro imprevedibilità, non possono essere regolamentati o codificati.